# Taxème
 (mars 2023).
Si vous disposez d'ouvrages ou d'articles de référence ou si vous connaissez des sites web de qualité traitant du thème abordé ici, merci de compléter l'article en donnant les références utiles à sa vérifiabilité et en les liant à la section « Notes et références ».
Un taxème est une manifestation verbale des taxa. C'est donc la verbalisation d'un ou d'une classe d'objet physique.
Ce terme est utilisé dans la méthode KOD, dont il est un des trois types d'unités (les deux autres étant actème et schémème).